# Lobzy (Březová)
Lobzy (németül: Lobs) Březová településrésze Csehországban a Karlovy Vary-i kerület Sokolovi járásában. Központi községétől 2,5 km-re délkeletre fekszik. A 2001-es népszámlálási adatok szerint 19 lakóháza és 22 lakosa van.

## Története
Első írásos említése 1370-ből származik. A második világháború után 1946-ban német lakosságát a csehszlovák hatóságok Németországba toloncolták, s az elnéptelenített falut 1947-ben lerombolták. Területét az 1950-es évek közepéig katonai körzetként tartották nyilván. Miután területe a hadsereg felügyelete alól kikerült, állami gazdaságot alapítottak rajta, s az 1960-as években néhány lakóházat is építettek. 1991-ben mindössze 14 lakosa volt, 2001-ben 22.

## Híres emberek
- Hermann Brandl (1874–1938) német tanár, helytörténész

## Fordítás
Ez a szócikk részben vagy egészben a Lobzy (Březová) című német Wikipédia-szócikk ezen változatának fordításán alapul.  Az eredeti cikk szerkesztőit annak laptörténete sorolja fel. Ez a jelzés csupán a megfogalmazás eredetét és a szerzői jogokat jelzi, nem szolgál a cikkben szereplő információk forrásmegjelöléseként.